# 柯尔丝滕·赫利尔
柯尔丝滕·赫利尔（英語：Kirsten Hellier，1969年10月6日—），新西兰女子田径运动员。她曾代表新西兰参加1990年和1994年英联邦运动会田径比赛，其中1994年英联邦运动会获得一枚银牌。